# Планування ресурсів підприємства
Планува́ння ресу́рсів підприє́мства (ERP-система) (англ. enterprise resource planning system — Система планування ресурсів підприємства) — корпоративна інформаційна система (КІС), призначена для автоматизації обліку й керування. Зазвичай ERP-системи будуються за модульним принципом і в тому або іншому ступені охоплюють всі ключові процеси діяльності компанії.
Класичні системи ERP забезпечують керування задачами:
- керування фінансами;
- керування виробництвом;
- керування формуванням та розподілом запасів;
- керування реалізацією та маркетингом;
- керування утриманням покупців
- керування постачанням;
- керування проєктами;
- керування сервісним обслуговуванням;
- керування процедурами забезпечення якості продукції.

## Історія

### Кіпу інків
Для передачі економіко-статистичних даних кіпу використовували подвійний запис, а при передачі відомостей про виробництво тих або інших продуктів праці враховували не тільки фактичну, але й наявну й потенційну продуктивність праці, що дозволяє вважати систему кіпу попередницею сучасних ERP-систем.

## Концепція ERP
Історично концепція ERP стала розвитком простіших концепцій MRP (Material Requirement Planning — Планування матеріальних потреб) і MRP II (Manufacturing Resource Planning — Планування виробничих ресурсів). Ще використовується в ERP-системах програмний інструментарій, який дозволяє проводити виробниче планування, моделювати потік замовлень і оцінювати можливість їхньої реалізації в службах і підрозділах підприємства, пов'язуючи його зі збутом.

## ERP-системи

### Впровадження
Класичні ERP-системи, на відміну від так званого програмного забезпечення «в коробці», належать до категорії «важких» замовних програмних продуктів — їхні вибір, придбання і впровадження зазвичай вимагають ретельного планування в рамках тривалого проєкту з участю партнерської компанії — постачальника або консультанта. Оскільки КІС будуються за модульним принципом, замовник часто (принаймні, на ранній стадії таких проєктів) купує не повний спектр модулів, а обмежений їхній комплект. У ході впровадження проєктна команда зазвичай протягом декількох місяців (до року) здійснює налаштування модулів, що поставляються.

### Переваги
Використання ERP системи дозволяє використовувати одну інтегровану програму замість декількох розрізнених. Єдина система може керувати обробкою, логістикою, дистрибуцією, запасами, доставкою, виставлянням рахунків, бухгалтерським обліком, податковим обліком, програмою лояльності.
Реалізована в ERP-системах система розмежування доступу до інформації, призначена (в комплексі з іншими заходами інформаційної безпеки підприємства) для протидії як зовнішнім загрозам (наприклад, промисловому шпигунству), так і внутрішнім (наприклад, розкраданням). Впроваджувані в зв'язці з CRM-системою і системою контролю якості, ERP-системи
націлені на максимальне задоволення потреб компаній в засобах управління бізнесом.

### Недоліки
Безліч проблем, пов'язаних з ERP, виникають через недостатнє інвестування в навчання персоналу, а також через недосконалість політики занесення і підтримки актуальності даних в ERP.
Обмеження і помилки:
- Невеликі компанії не можуть дозволити собі інвестувати достатньо грошей в ERP і адекватно навчити всіх співробітників.
- Іноді ERP складно або неможливо адаптувати під документообіг компанії і її специфічні бізнес-процеси.
- Система може мати проблему «слабої ланки» — ефективність всієї системи може бути порушена одним департаментом або партнером.
- Опір департаментів в наданні інформації зменшує ефективність системи.
- Проблема сумісності з попередніми системами.
- Помилки розробників у системі приводять до відчутних втрат коштів та частки на ринку.

У сучасності, з популяризацією хмарних технологій, такі системи можуть бути доступні і для малого, і середнього бізнесу. Тепер підприємцям не потрібні сервери та їхня підтримка для управління бізнес-процесами. На ринку є такі рішення, як, наприклад, хмарні ОС. Навчання користувачів більше не займає так багато часу, також вирішені питання з документообігом та проблема сумісності з іншими системами.

### Закордонні ERP-системи
Серед найвідоміших програмних продуктів, що реалізовують концепцію ERP, слід назвати в першу чергу системи mySAP ERP, MySAP All-in-One і SAP Business One компанії SAP AG, Oracle E-Business Suite, JD Edwards і PeopleSoft Enterprise компанії Oracle, а також BAS ERP. На українському ринку в сегменті середнього і малого бізнесу (SMB) утримує лідерство компанія Microsoft з системами Microsoft Dynamics АХ (Axapta) і NAV (Navision).
Також упевнено вступили на український ринок такі ERP рішення як ALTUM і ALTUM XL компанії Comarch, а також шведська ERP та CRM система Enterprise by HansaWorld.
Із інших рішень можна відзначити системи infor: ERPnext COM, MAX+, SSA ERP LN (Baan) і SyteLine від фірми Infor.
Існують також менш універсальні рішення, що роблять ставку на розширення функціональності з конкретною галузевою специфікою. Приклад — система IFS Applications компанії IFS з розширеною функціональністю для виробництва і ремонтів.

### Українські ERP-системи
Ряд українських виробників програмного забезпечення позиціює свої системи як ERP. Насамперед це системи Perfectum CRM+ERP, iceB, Фінексперт, Мегаполіс, BSI, Дебет Плюс, Універсал ERP.